# Arnau Comas
Arnau Comas (Cassà de la Selva, 2000. április 11. –) spanyol labdarúgó, a svájci Basel hátvédje.

## Pályafutása
Comas a spanyolországi Cassà de la Selva községben született. Az ifjúsági pályafutását a Barcelona akadémiájánál kezdte.
2019-ben mutatkozott be a Barcelona tartalékkeretében. A 2019–20-as szezonban az Olot csapatát erősítette kölcsönben. 2022. július 1-jén négyéves szerződést kötött a svájci első osztályban szereplő Basel együttesével. Először a 2022. július 24-ei, Servette ellen 1–1-es döntetlennel zárult mérkőzésen lépett pályára. Első góljait 2022. október 23-án, a Winterthur ellen hazai pályán 3–1-re megnyert találkozón szerezte meg.

## Statisztika
2022. november 6. szerint.
| Klub     | Szezon   | Bajnokság          | Bajnokság | Bajnokság | Kupa  | Kupa  | Nemzetközi | Nemzetközi | Összesen | Összesen |
| Klub     | Szezon   | Bajnokság          | Mérk.     | Gólok     | Mérk. | Gólok | Mérk.      | Gólok      | Mérk.    | Gólok    |
| -------- | -------- | ------------------ | --------- | --------- | ----- | ----- | ---------- | ---------- | -------- | -------- |
| Basel    | 2022–23  | Swiss Super League | 11        | 2         | 1     | 0     | 12         | 0          | 24       | 2        |
| Összesen | Összesen | Összesen           | 11        | 2         | 1     | 0     | 12         | 0          | 24       | 2        |